# Estero Ingenio
Estero Ingenio är ett vattendrag i Chile.   Det ligger i regionen Región de Coquimbo, i den centrala delen av landet, 300 km norr om huvudstaden Santiago de Chile.
Trakten runt Estero Ingenio består till största delen av jordbruksmark. Runt Estero Ingenio är det glesbefolkat, med 20 invånare per kvadratkilometer.